# Accord de Samoa
Accord de Cotonou
L'accord de Samoa est un accord entre l'Union européenne (UE) et les États d'Afrique, Caraïbes et Pacifique (ACP) signé le 15 novembre 2023 aux Samoa ; cet accord succède à l'accord de Cotonou entré en vigueur en 2000.

## Histoire
Cet accord fait suite à plus d'un demi-siècle de coopération entre les deux blocs marqués par plusieurs accords ; le dernier en date est celui de Cotonou qui devait expirer en 2020 mais a été prorogé temporairement.
Depuis septembre 2018, un nouvel accord était en cours de négociation, celui-ci a été paraphé en avril 2021 et le 20 juillet 2023, le Conseil a adopté une décision relative à la signature et à l'application provisoire de l'accord.

## Accord
La dénomination de l'accord de Samoa a été décidée lors de la quarante-sixième session du Conseil des ministres ACP-UE, juste avant la cérémonie de signature en novembre 2023 qui se tenait aux Samoa ; l’accord comprend un socle commun, qui s'applique à toutes les parties et trois protocoles régionaux pour l'Afrique, les Caraïbes et le Pacifique, qui mettent l'accent sur les besoins spécifiques de chaque région.
Signé à Apia, la capitale des Samoa, le 15 novembre 2023, le nouvel accord couvre des sujets tels que le développement durable, la croissance, les droits de l’homme, la paix et la sécurité.

### Protocoles
L'accord est composé de trois protocoles :
- États membres de l'OEACP africains : protocole Afrique-UE,
- États membres de l'OEACP des Caraïbes : protocole Caraïbes-UE
- États membres de l'OEACP du Pacifique : protocole Pacifique-UE

## Document
- [PDF] Texte de l'accord de Samoa, sur le site de la Commission européenne.